# Gerlos
Gerlos é um município da Áustria, situado no distrito de Schwaz, no estado do Tirol. Tem 118,73 km² de área e sua população em 2019 foi estimada em 798 habitantes.